# (1860) Barbarossa
(1860) Barbarossa – planetoida z grupy pasa głównego asteroid okrążająca Słońce w ciągu 4,12 lat w średniej odległości 2,57 j.a. Została odkryta 28 września 1973 roku w Obserwatorium Zimmerwald w Szwajcarii przez Paula Wilda. Barbarossa był niemieckim cesarzem, związany z nim przydomek (Barba) miał ulubiony nauczyciel matematyki odkrywcy, dr Jakob Stauber (1880-1952).